# 判事補
判事補（はんじほ）とは、日本の裁判官の官名の一種であって、法律専門家としての経験が10年未満の裁判官をいう。

## 概要
判事補は、司法修習を終えた者の中から任命される（裁判所法第43条）。2024年4月12日現在、定員は842名である（裁判所職員定員法第1条）。
判事補は、地方裁判所や家庭裁判所に配属されるが、高等裁判所の職務に携わることはできない。判事補は原則として1人で裁判をすることができず（裁判所法第27条第1項）、判事補が関与する事件は、合議事件（裁判官が3人関与する合議体で裁判する事件）のみである。また、判事補2人以上が合議体に加わることができず、判事補が裁判長になることはできない（同条第2項）。
また、判決以外の裁判は判事補が単独でも行うことができ（民事訴訟法第123条、刑事訴訟法第45条）、民事保全手続、令状事件、少年事件等は単独で行う。ただし、判事補は起訴から第一回公判が行われるまでは勾留更新手続きを行うことができるが、第一回公判以降は判事資格がないと行うことができない。
判事補は司法行政に関わる裁判官会議の構成員ではない。
裁判官報酬法により、給与形態については判事補は判事と異なる区分となっている。裁判官報酬法第2条別表によると、判事補1号（判事補の中で一番高い）の報酬月額は判事8号（判事の中で一番安い）の報酬月額より少ない。
判事補を10年した者は次に裁判官として再任される時は判事になるのが通例である。判事補を10年経験する等して判事の資格がある者が判事補を希望して判事補として任命される事について法律上問題ないが、最高裁事務総局は「判事として任命資格を有する者を判事補としての待遇にしたり、判事補を10年経験する等して判事の経験がある者が判事を希望しているのに判事補で任命するということについては問題がある」としている。

## 分類
特例判事補
判事補の職権の特例等に関する法律により、1948年7月12日以降において、法律専門家経験が5年以上の判事補の中から、最高裁判所が指名することによって、判事と同等の権限を有する判事補のこと。

未特例判事補
特例判事補ではない判事補のこと。任官から5年経過していても特例判事補の適用を受けていない判事補だけを指す場合と、任官から5年経過しておらず特例判事補の適用を受けることができない判事補も含める場合の2つがある。
参与判事補
最高裁判所規則である「地方裁判所における審理に判事補の参与を認める規則」により、地方裁判所において単独制で審理がなされる場合に事件の係属した裁判所の判事は、当該判事が所属する部または支部の判事補1名を審理に立ち会わせ、意見を述べさせることができ、その際に立ち会って意見を述べることができる判事補のこと。

## エピソード
任官から5年経過していても特例判事補の適用を受けていない判事補や任官から5年経過しておらず特例判事補の適用を受けることができない判事補に関するエピソードとして以下のものがある。
- 2002年7月23日から8月1日まで、東京地裁八王子支部は第一回公判開始後の被告人の勾留延長更新手続きを権限の持たない判事補が行っていたことが、8月2日に発覚した[1]。判事補の所属部署は東京地裁八王子支部刑事部は二部に分かれており、片方の部が夏休みを取っている中で、その部が担当する勾留延長更新手続きを任官5年未満の判事補が公判開始前の手続きと勘違いしてしまったことによるものであった[1]。

誤った手続きを取られた被告人は41人であり、その内の34人は別の事件で服役中に余罪の公判が開かれる等しており、このミスが無くても身柄拘束される理由があったが、残る7人はミスがあった更新の手続きを唯一の理由として身柄が拘束されていた。
- 2007年2月19日から3月2日まで、札幌高裁で最高裁の発令を得ずに、参加資格のない札幌地裁判事補が札幌高裁判事の職務を代行する形で札幌高裁刑事部の合議体に12日間参加し、公判に立ち会わせていたことが3月2日に発覚した[3]。

札幌地裁判事補は4件の第1回公判、2件の判決、3件の抗告、12件の勾留延長に、札幌高裁合議体の一員として関与した。この判事補は任官5年以上であったため、最高裁が発令していれば問題はなかった。最高裁は3月5日に判事補を特例判事補として認めた上で札幌高裁判事職務代行を発令した。
このようなミスは法律に想定がなく、札幌高裁刑事部は4件の第1回公判をすべてやり直すことになった。内2件の被告人は勾留中でミスにより勾留期間が長引く可能性があるとされている。宣告後の判決などに札幌高裁は関与できないため、必要ならば上告などの手続きを取ることを検察と弁護人に伝えられ、同年7月10日に最高裁第三小法廷は上告されていた2件の札幌高裁判決（殺人未遂罪等で起訴された被告人の懲役5年判決と詐欺罪等で起訴された被告人の懲役4年6月判決）について「札幌高裁の手続きは違法」として破棄し、札幌高裁に差し戻す判決を言い渡した。勾留延長は別の裁判官を加えて手続きをやり直し、影響はなかった。